# Pentium
Pentium là một thương hiệu được sử dụng cho một loạt các bộ vi xử lý tương thích kiến trúc x86 do Intel sản xuất từ năm 1993.  
Các bộ xử lý Pentium trong gia đoạn từ 2002 đến 2022 được coi là sản phẩm cấp đầu vào mà Intel xếp hạng là "hai sao", có nghĩa là chúng nằm trên dòng Atom và Celeron cấp thấp nhưng thấp hơn dòng Core i3, i5, i7, i9 và dòng Xeon của máy workstation và server. Các bộ xử lý Pentium sau này có ít điểm chung ngoài tên gọi của chúng so với các Pentium trước đó, khi mà chúng vẫn còn là dòng bộ xử lý hàng đầu của Intel trong hơn một thập kỷ cho đến khi dòng Intel Core được giới thiệu vào năm 2006. Chúng dựa trên cả kiến trúc được sử dụng trong Atom và của bộ xử lý Core. Trong trường hợp kiến trúc Atom, Pentium là vi xử lý có hiệu suất cao nhất của kiến trúc. Bộ xử lý Pentium với kiến trúc Core trước năm 2017 khác với dòng bộ xử lý i-series nhanh hơn, cao cấp hơn ở các đặc điểm: tốc độ xung nhịp thấp hơn và một số tính năng bị vô hiệu, như siêu phân luồng, ảo hóa và đôi khi là L3 cache. 
Tên Pentium ban đầu có nguồn gốc từ tiếng Hy Lạp penta (πεεττ), có nghĩa là "năm", ngụ ý đến quy ước đặt tên số của dòng xử lý Intel 80x86 trước đó (8086-80486), với kết thúc theo kiểu chữ Latinh -ium.
Năm 2017, Intel đã chia Pentium thành hai dòng sản phẩm: Pentium Silver nhắm đến các thiết bị tiêu thụ điện năng thấp và chia sẻ kiến trúc với Atom và Celeron. Pentium Gold nhắm đến máy tính để bàn cấp thấp và sử dụng kiến trúc hiện có, như Kaby Lake hoặc Coffee Lake.

## Tổng quan
Trong quá trình phát triển, Intel thường gọi các vi xử lí bằng codename, ví dụ như Prescott, Willamette, Coppermine, Katmai, Klamath, và Deschutes. Các tên này thường được biết đến rộng rãi, ngay cả khi bộ xử lí đã có tên gọi chính thức.
| Thuơng hiệu                                                    | Vi kiến trúc | Desktop | Laptop                                          | Server                             |
| -------------------------------------------------------------- | ------------ | --- | ----------------------------------------------- | ---------------------------------- |
| PentiumPentium OverDrive                                       | P5           | P5 (0.8 μm) P54C (0.6 μm) P54CS (0.35 μm)                                                                        | P5 (0.8 μm) P54C (0.6 μm) P54CS (0.35 μm)       |                                    |
| Pentium MMXPentium OverDrive MMX                               | P5           | P55C (0.35 μm) Tillamook (0.25 μm)                                                                               | P55C (0.35 μm) Tillamook (0.25 μm)              |                                    |
| Pentium Pro                                                    | P6           | |                                                 | P6 (0.5 μm) P6 (0.35 μm)           |
| Pentium IIPentium II XeonPentium II OverDriveMobile Pentium II | P6           | Klamath (0.35 μm) Deschutes (0.25 μm)                                                                            | Tonga (0.25 μm) Dixon (0.25 μm) Dixon (0.18 μm) | Drake (0.25 μm)                    |
| Pentium IIIPentium III XeonMobile Pentium IIIPentium III M     | P6           | Katmai (0.25 μm) Coppermine (180 nm) Tualatin (130 nm)                                                           | Coppermine (180 nm) Tualatin(130 nm)            | Tanner (0.25 μm) Cascades (180 nm) |
| Pentium 4Pentium 4 Extreme Edition                             | NetBurst     | Willamette (180 nm) Northwood (130 nm) Gallatin (130 nm) Prescott-2M (90 nm) Prescott (90 nm) Cedar Mill (65 nm) | Northwood (130 nm) Prescott (90 nm)             | Đổi thành Xeon                     |
| Pentium DPentium Extreme Edition                               | NetBurst     | Smithfield (90 nm) Presler (65 nm)                                                                               |                                                 | Đổi thành Xeon                     |
| Pentium M                                                      | dựa trên P6  | | Banias (130 nm) Dothan (90 nm)                  | Đổi thành Xeon                     |
| Pentium Dual-Core                                              | dựa trên P6  | | Yonah (65 nm)                                   | Đổi thành Xeon                     |
| Pentium Dual-Core                                              | Core         | Allendale (65 nm) Wolfdale-3M (45 nm)                                                                            | Merom-2M (65 nm)                                | Đổi thành Xeon                     |
| Pentium                                                        | Core         | Wolfdale-3M (45 nm)                                                                                              | Penryn-3M (45 nm)                               | Đổi thành Xeon                     |
| Pentium                                                        | Nehalem      | Clarkdale (32 nm)                                                                                                | Arrandale (32 nm)                               | Đổi thành Xeon                     |
| Pentium                                                        | Sandy Bridge | Sandy Bridge (32 nm)                                                                                             |                                                 | Đổi thành Xeon                     |
| Pentium                                                        | Ivy Bridge   | Ivy Bridge (22 nm)                                                                                               |                                                 | Đổi thành Xeon                     |
| Pentium                                                        | Haswell      | Haswell (22 nm)                                                                                                  |                                                 | Đổi thành Xeon                     |
| Pentium                                                        | Broadwell    | Broadwell (14 nm)                                                                                                |                                                 | Đổi thành Xeon                     |
| Pentium                                                        | Skylake      | Skylake (14 nm)                                                                                                  | Braswell; Goldmont                              | Đổi thành Xeon                     |
| Pentium                                                        | Kaby Lake    | Kaby Lake (14 nm)                                                                                                | Goldmont Plus (Gemini Lake)                     | Đổi thành Xeon                     |
| Pentium                                                        | Coffee Lake  | Coffee Lake (14 nm)                                                                                              |                                                 | Đổi thành Xeon                     |
| Pentium                                                        | Comet Lake   | Comet Lake (14 nm)                                                                                               |                                                 | Đổi thành Xeon                     |

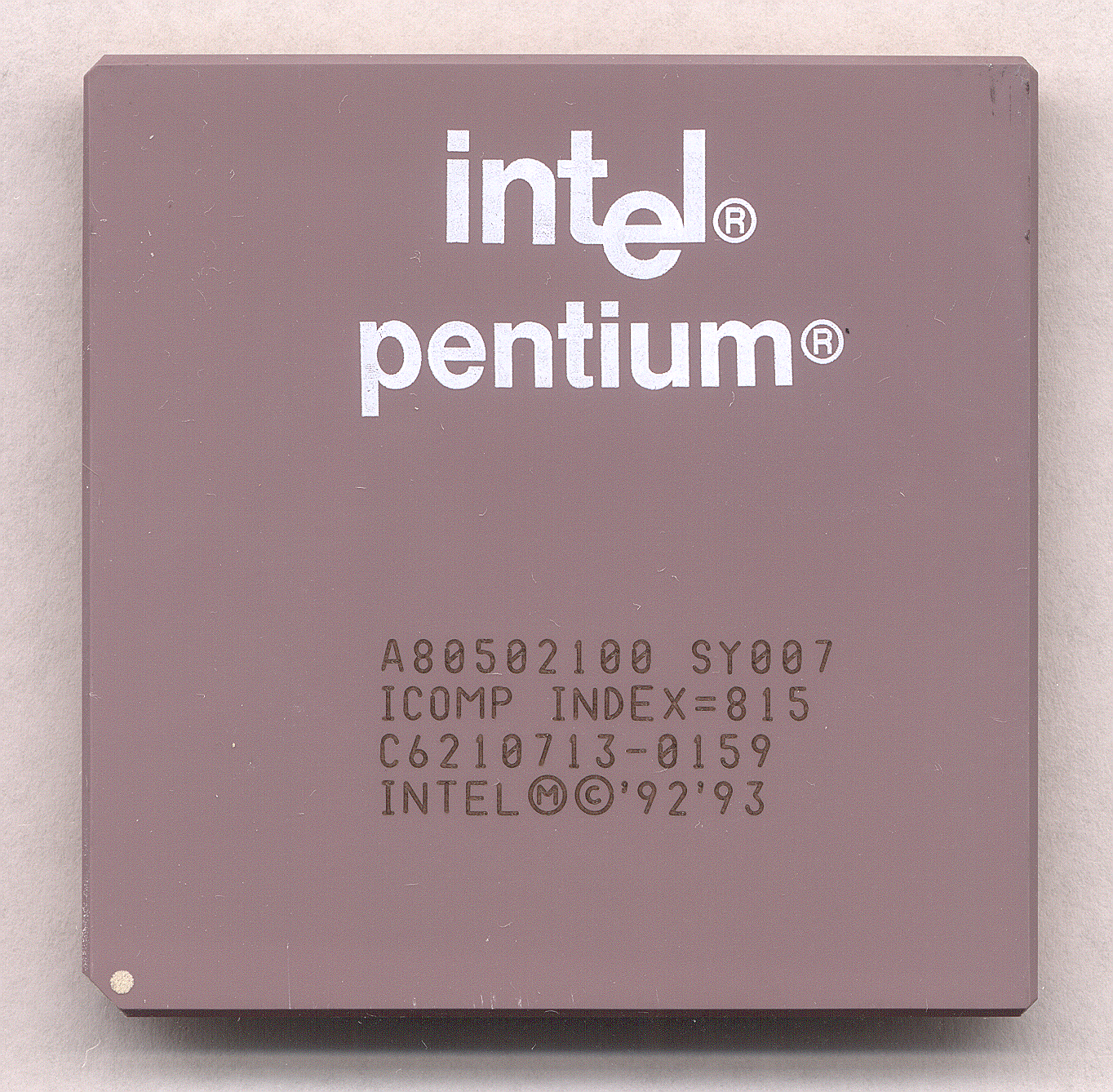
Một vi xử lí Pentium 100 MHz sản xuất vào năm 1996

Các CPU mang nhãn hiệu Pentium ban đầu dự kiến sẽ được đặt tên là 586 hoặc i586, để tuân theo quy ước đặt tên của các thế hệ trước (286, i386, i486). Tuy nhiên, vì Intel muốn ngăn các đối thủ cạnh tranh sao chép nhãn hiệu cho bộ vi xử lý của mình bằng các tên tương tự (như AMD đã làm với Am486), Intel đã nộp đơn đăng ký nhãn hiệu cho tên này ở Hoa Kỳ, nhưng bị từ chối vì một con số không có đủ tính nổi bật.
Sau loạt bộ vi xử lý 8086, 80186, 80286, 80386 và 80486 trước đó của Intel, bộ xử lý dựa trên P5 đầu tiên của công ty đã được phát hành dưới tên Intel Pentium vào ngày 22 tháng 3 năm 1993. Công ty tiếp thị Lexicon Branding đã được thuê để đặt tên cho bộ vi xử lý mới. Hậu tố -ium được chọn vì nó ngụ ý một thành phần cơ bản của máy tính, giống như một nguyên tố hóa học, trong khi tiền tố pent- chỉ thế hệ thứ năm của x86.
Do thành công của nó, thương hiệu Pentium tiếp tục được dùng cho các bộ xử lý cao cấp trong nhiều thế hệ. Năm 2006, cái tên này biến mất khỏi lộ trình công nghệ của Intel trong một thời gian ngắn, chỉ xuất hiện trở lại vào năm 2007.
Năm 1998, Intel giới thiệu thương hiệu Celeron cho các bộ vi xử lý giá rẻ. Với việc giới thiệu thương hiệu Intel Core vào năm 2006 với tư cách là dòng bộ xử lý hàng đầu mới của công ty, dòng Pentium được dự định ngừng sản xuất. Tuy nhiên, do nhu cầu về bộ vi xử lý lõi kép tầm trung, thương hiệu Pentium đã được thay đổi thành dòng bộ xử lý tầm trung của Intel, Pentium Dual-Core, được xếp giữa dòng Celeron và Core.
Vào năm 2009, hậu tố "Dual-Core" đã bị loại bỏ và các bộ xử lý x86 mới lại bắt đầu mang tên Pentium. 
Vào năm 2014, Intel đã phát hành Phiên bản kỷ niệm 20 năm Pentium, để đánh dấu kỷ niệm 20 năm thương hiệu Pentium. Những bộ xử lý này được mở khóa và có khả năng ép xung cao. 
Vào năm 2017, Intel đã chia thương hiệu Pentium thành hai dòng sản phẩm. Pentium Silver hướng đến các thiết bị tiêu thụ điện năng thấp và chia sẻ kiến trúc với Atom và Celeron, trong khi Pentium Gold hướng đến các máy tính để bàn cấp thấp và sử dụng kiến trúc hiện có, chẳng hạn như Kaby Lake và Coffee Lake. 
Vào tháng 9 năm 2022, Intel thông báo rằng nhãn hiệu Pentium và Celeron sẽ được thay thế bằng nhãn hiệu "Bộ xử lý Intel" mới cho các bộ xử lý cấp thấp trong máy tính xách tay, bắt đầu từ năm 2023.